# نواه هولي
نواه هولي (بالإنجليزية: Noah Hawley)‏ هو كاتب ومؤلف ومنتج تلفزيوني أمريكي من مواليد 1967. معروف بأنشاء وكتاب مسلسلي فارغو (2014-) وليجون (2017-).
سبق لنواه أن عمل على مسلسل بونز (2005-2008) وذي أن يوجولز (2009) وماي جنريشن (2010).

## روابط خارجية
- الموقع الرسمي
- نواه هولي على موقع IMDb (الإنجليزية)
- نواه هولي على موقع ألو سيني (الفرنسية)
- نواه هولي على موقع قاعدة بيانات الفيلم (الإنجليزية)
- نواه هولي على موقع كينوبويسك (الروسية)